# John Snell
John L. Snell (* 2. Juni 1923 in Plymouth, Washington County; † 27. Mai 1972) war ein US-amerikanischer Historiker.

## Leben und Wirken
Snell wuchs in Columbia, Tyrrell County, auf und besuchte die Columbia High School. 1940 begann er ein Studium der Geschichte an der University of North Carolina in Chapel Hill, das er 1942 durch den Wehrdienst unterbrach. Er war als Bomberpilot im Zweiten Weltkrieg im Einsatz. 1945 setzte er seine Studien fort und wurde 1950 dort promoviert. 1949 ging er an die Wichita State University. Seit 1953 war er Professor für deutsche Geschichte an der Tulane University, seit 1966 an der University of Pennsylvania und seit 1968 an der University of North Carolina in Chapel Hill.
Snell war Mitglied der American Historical Association.

## Schriften (Auswahl)
- The German Socialists and Wilson’s Peace Policy, 1914–1918. Ph.D. Chapel Hill 1949.
- The Meaning of Yalta, Louisiana State University Press, Baton Rouge 1956.
- Wartime Origins of the East-West Dilemma over Germany, Hauser, New Orleans 1959.
- mit E. Dexter Perkins: The Education of Historians in the United States, Mc-Graw-Hill, New York 1962.
- Illusion and Necessity. The Diplomacy of Global War, 1939–1945, Mifflin, Boston 1963; dt. Oldenbourg, München 1996.
- The Democratic Movement in Germany, 1789–1914, The University of North Carolina Press, Chapel Hill 1976.